# ستيفان ماركوفيتش (لاعب كرة قدم)
ستيفان ماركوفيتش (بالصربية: Стефан Марковић)‏ (22 يوليو 1993 ببريشتينا في كوسوفو - ) هو لاعب كرة قدم صربي في مركز الدفاع. لعب مع رادنيتشكي نيش وFK Moravac Mrštane ‏ وFK Car Konstantin ‏.

## وصلات خارجية
- ستيفان ماركوفيتش على موقع قاعدة بيانات كرة القدم.إي يو (الإنجليزية)
- ستيفان ماركوفيتش على موقع Soccerway.com (الإنجليزية)
- ستيفان ماركوفيتش على موقع عالم كرة القدم.نت (الإنجليزية)